# 1933 en aéronautique
Chronologie de l'aéronautique
- 1929
- 1930
- 1931
- 1932
- 1933
- 1934
- 1935
- 1936
- 1937

Cet article présente les faits marquants de l'année 1933 en aéronautique.

## Évènements

### Janvier
- 14 janvier : le prototype Loire 43 part en vrille à 9 000 m d'altitude et s'écrase.

- 16 janvier : Jean Mermoz réalise un vol direct entre le Sénégal et le Brésil en 14 heures 27 minutes à bord de l'Arc-en-ciel.

### Février
- 8 février : premier vol de l'avion de ligne Boeing 247.

- 20 février : premier vol du Loire 45.

### Mars
- Mars : premier vol du Boulton Paul P.64.

- 15 mars : « Mission de l'Everest ». Un équipage britannique effectue un vol de reconnaissance au-dessus de l'Everest à 10 205 m d'altitude.
- 28 mars 1933 : 15 morts sont à déplorer à la suite du crash d'un appareil de la compagnie britannique  Imperial Airways en Belgique. Un accident qui s'explique par l'explosion d'un des moteurs[1].

- 30 mars : entrée en service du Boeing 247 au sein d'United Airlines.

### Avril
- 1er au 7 avril : raid Paris - Saïgon par la pilote française Maryse Hilsz. Après 8 escales intermédiaires, elle atteint Saïgon en 5 jours, 20 heures et 13 minutes.

- 3 avril :  premier survol de l'Everest par deux Westland PV-3 et PV-6 britanniques pilotés par Clydesdale, Mac Intyre et Blacker.

- 4 avril : le dirigeable américain « Akron » s'abîme dans l'océan Atlantique. Sur les 77 personnes embarquées, seulement quatre sont récupérées par le navire allemand Phoebus. Pendant les opérations de secours, le dirigeable américain « Blimp » s'abîme également en mer. Un hydravion sauve 6 des 7 personnes qui se trouvaient à bord.

- 10 avril : le lieutenant Francesco Agello établit le record de vitesse à 682 km/h sur Macchi-Castoldi MC.72.

- 21 avril : premier vol du Potez 432.

- 26 avril : premier vol du Potez 53.

### Mai
- 7 au 8 mai : traversée de l'océan Atlantique du Sénégal au Brésil par un petit monomoteur monoplace polonais RWD-5.

### Juin
- 5 juin : le Français Pierre Cot, ministre de l'air, passe son brevet de pilote.

- 22 juin : premier vol du bombardier expérimental soviétique Tupolev ANT-25.

- 26 juin : premier vol du bombardier Bloch MB.200.

### Juillet
- 1er juillet : 
  - création de la société Caudron-Renault ;
  - premier vol du Douglas DC-1 ;
  - vol transatlantique d'Italo Balbo du 1er juillet au 13 août.

- 11 juillet : premier vol du Dewoitine D.332 Émeraude.

### Août
- 7 août :  les aviateurs français Maurice Rossi et Paul Codos battent le record du monde de distance en ligne droite. Ils se posent à Rayak au Liban après avoir parcouru, en 55 heures, 9 104 km sans escale à partir de New York.

- 11 août : premier vol du Blériot 5190.

- 30 août : création de la compagnie aérienne Air France.

### Septembre
- 28 septembre : le Français Lemoine signe un nouveau record d'altitude en avion : 13 661 m avec un Potez 506.

### Novembre
- 2 novembre : premier vol du Potez 434.

- 4 novembre : création de la compagnie aérienne brésilienne Viação Aérea São Paulo.

### Décembre
- 2 décembre : un équipage français relie Paris et Alger en 5 heures et 58 minutes sur un Dewoitine Émeraude. Le trajet retour est effectué le 3 décembre en 5 heures et 15 minutes.

- 26 décembre : un équipage néerlandais relie Batavia et Amsterdam en 4 jours et 4 heures.

- 28 décembre : le tout premier courrier France-Indochine est réalisé, par le monoplan Dewoitine 332 « Émeraude » d'Air France[2].
- 28 décembre : l'aviateur André Launay, pilotant un Dewoitine 332 trimoteur de 575 chevaux, baptisé "l"Emeraude", réalise un vol record (record de temps)sur la liaison Paris - Saigon, 48 heures et 30 minutes[3].
- 31 décembre : premier vol du chasseur soviétique Polikarpov I-16 Ishak.